# Буданов, Роман Семёнович
Роман Семёнович Буданов (19 сентября [2 октября] 1908, Москва — 1986) — советский радиотехник, специалист по импульсной технике и индикаторным устройствам. Лауреат Сталинской премии 3-й степени (1946).

## Биография
Родился 19 сентября (2 октября) 1908 года в Москве.
В 1931 году окончил 1-й МГУ по специальности радиотехника.
В 1931—1934 годах — инженер в НКПСстрой. В 1934—1941 годах — инженер-конструктор в лаборатории телевидения ЦНИИС НКС. В 1941—1950 годах — начальник группы в НИИ-20. С 1950 года — в КБ-1.
Разработчик индикаторных устройств РЛС.
С 1984 года на пенсии.
Умер в 1986 году.

## Награды
- Сталинская премия 3-й степени (1946) — за создание нового типа радиоаппаратуры;
- Ленинская премия (1958, по закрытому указу);
- Орден Трудового Красного Знамени (1956);
- Орден «Знак Почёта»;
- пять медалей, в том числе «За оборону Москвы».